# Paul Rechsteiner

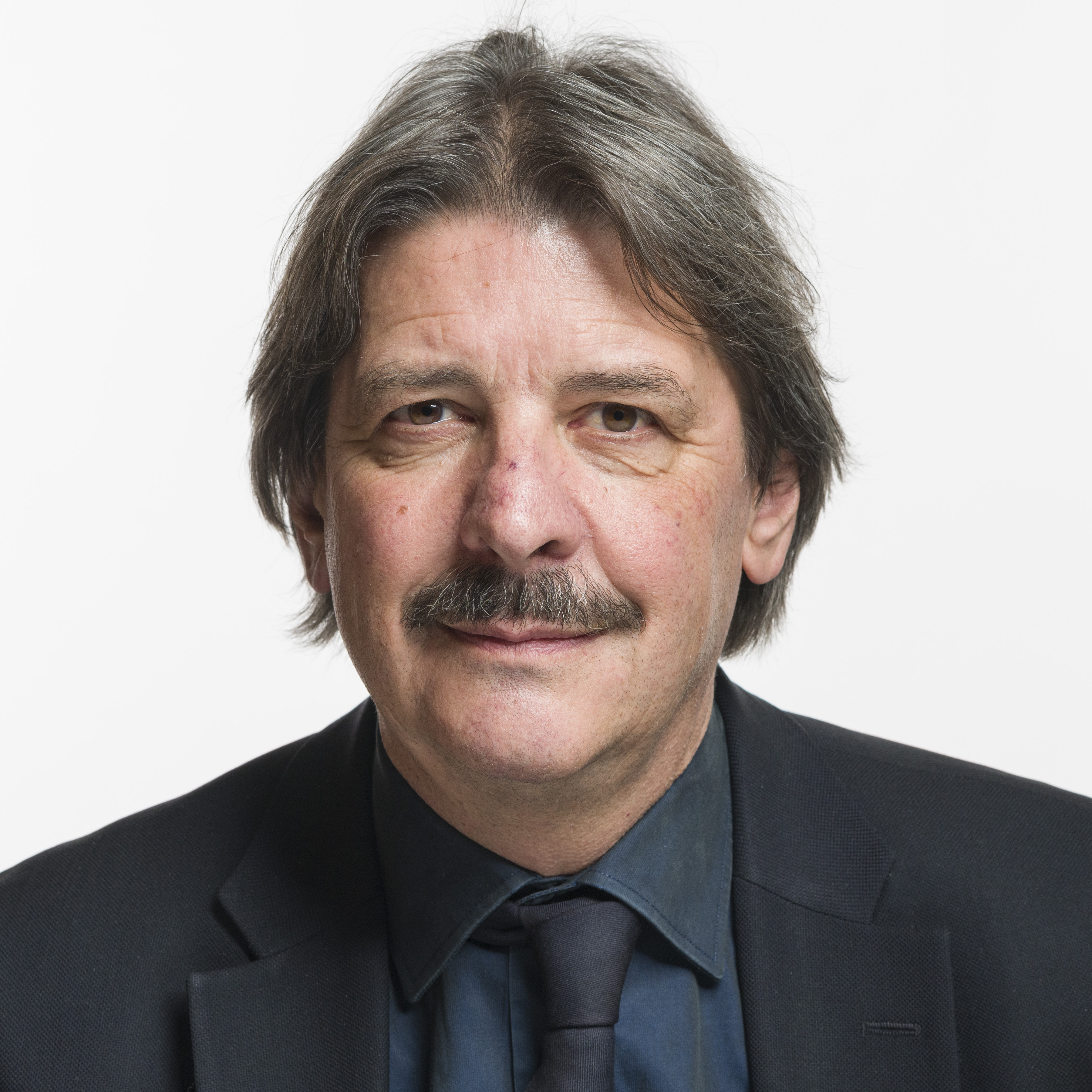
Paul Rechsteiner (2019)

Paul Rechsteiner (* 26. August 1952 in St. Gallen; heimatberechtigt in Appenzell) ist ein Schweizer Rechtsanwalt, Politiker (SP) und Gewerkschafter. Er war von 1986 bis 2011 Nationalrat und von 2011 bis 2022 Ständerat des Kantons St. Gallen. Von 1998 bis 2018 präsidierte er den Schweizerischen Gewerkschaftsbund.

## Leben
Rechsteiner studierte Rechtswissenschaft an den Universitäten Freiburg i. Ü. und Berlin und schloss 1975 mit dem Lizenziat ab. 1977 erlangte er das Anwaltspatent des Kantons St. Gallen. Seit 1980 arbeitet er als Rechtsanwalt in einem von ihm gegründeten Anwaltsbüro in St. Gallen.
Rechsteiner ist verheiratet und wohnt in St. Gallen.

## Politik

### Karriere

Paul Rechsteiner (links) und Thomas Onken (Mitte) (1987)

Rechsteiner begann seine politische Karriere von 1977 bis 1984 als Gemeinderat (Legislative) der Stadt St. Gallen. Von 1984 bis 1986 gehörte er dem Grossen Rat des Kantons St. Gallen an. Von 1986 bis 2011 war er Nationalrat, zuletzt als Amtsältester. Als Nationalrat nahm Rechsteiner lange Jahre Einsitz in der Kommission für soziale Sicherheit und Gesundheit (SGK-NR) sowie in der Kommission für Wirtschaft und Abgaben (WAK-NR), die er 1997 bis 1999 präsidierte. 2011 wurde er – im zweiten Wahlgang gegen den damaligen SVP-Parteipräsidenten Toni Brunner – in den Ständerat gewählt und 2015 sowie 2019 jeweils im zweiten Wahlgang bestätigt. Im Ständerat war er Mitglied der Kommission für soziale Sicherheit und Gesundheit (Präsident 2019 bis 2021), der Kommission für Wirtschaft und Abgaben und der Kommission für Verkehr und Fernmeldewesen; bis 2019 war er Mitglied der Kommission für Wissenschaft, Bildung und Kultur. Er trat per Sessionsende am 16. Dezember 2022 als Ständerat zurück. Insgesamt war er 36 Jahre lang Parlamentarier in Bern. Bei der Ersatzwahl um seinen Ständeratssitz holte Esther Friedli (SVP) im ersten Wahlgang vom 12. März 2023 am meisten Stimmen. Im entscheidenden zweiten Wahlgang vom 30. April 2023 trat Friedli nochmals gegen Barbara Gysi (SP) an und entschied die Wahl zu ihren Gunsten.
Rechsteiner war von 1998 bis 2018 Präsident des Schweizerischen Gewerkschaftsbunds. Als Nachfolger wurde Pierre-Yves Maillard gewählt.

### Positionen
Rechsteiner wurde 2008 insbesondere als Komiteemitglied der eidgenössischen Volksinitiative «für ein flexibles AHV-Alter» in den Medien zitiert. Er bezeichnete den Neoliberalismus als «wirtschaftlich gescheitert, moralisch bankrott und eine Gefahr für die Demokratie», kritisierte das 68-Milliarden-Rettungspaket für die Grossbank UBS und warb damit für ein Ja zur später gescheiterten Volksinitiative. Er befürwortete die Weiterführung der Personenfreizügigkeit und deren Ausdehnung auf Rumänien und Bulgarien, bezeichnet die EU-Thematik als kein einfaches Thema, weswegen er eine Schritt-für-Schritt-Annäherung an die Europäische Union befürwortet.

### Weiteres Engagement
Rechsteiner ist Stiftungsratsmitglied der Paul Grüninger Stiftung. 2005 wurde er mit dem Fischhof-Preis ausgezeichnet, der von der Stiftung gegen Rassismus und Antisemitismus (GRA) und der Gesellschaft Minderheiten in der Schweiz (GMS) vergeben wird. Des Weiteren ist er Mitglied des Patronatskomitees von Aqua Viva.